# Giacomo Dal Monte Casoni
Giacomo Dal Monte Casoni (Imola, 28 marzo 1891 – Imola, 12 agosto 1968) è stato un politico italiano.

## Biografia
Nasce il 28 marzo 1891 da Giambattista e da Gentile Lega. La famiglia paterna Dal Monte Casoni, è una delle più in vista di Imola. Possiede una villa in Borgo Spuviglia e Palazzo Del Pero, in centro sulla via Emilia (oggi Palazzo Dal Monte Casoni). La famiglia materna, dedita all'industria della seta, risiede a Brisighella. La madre Gentile, fervente cattolica attiva nelle opere sociali imolesi, esercita un influsso determinante nella formazione del figlio.
Dopo aver compiuto gli studi liceali a Firenze, Casoni completa gli studi giuridici all'Università di Roma laureandosi in legge nel 1916 con una tesi dal titolo Le obbligazioni solidali passive nel diritto romano e nelle legislazioni contemporanee. Nella capitale è ospite dello zio cardinale Michele Lega, uditore di Sacra Rota.
Partecipa alla prima guerra mondiale nella IV Armata conseguendo il grado di Capitano e venendo decorato con la Croce di Guerra.

### Attività politica
Nel 1919 aderisce al richiamo di don Luigi Sturzo per la partecipazione dei cattolici all'azione politica e assume la carica di segretario della sezione imolese del neonato Partito Popolare. Non riesce ad entrare in Parlamento nel 1921, ma l'anno dopo è eletto consigliere comunale di Imola e provinciale di Bologna con 10.552 voti di preferenza.
Con l'affermarsi del regime fascista e lo scioglimento di partiti e sindacati, non condividendo i principi e l'operato della dittatura, Casoni diviene suo oppositore. Tra il 1924 e il 1925 si dimette dalle cariche amministrative, in Comune e in Provincia. Nel 1925 sposa Maria Dal Buono, ferrarese (1901-1991); dall'unione nasce una figlia, Maria Grazia (1926-2011). Esercitando la professione di avvocato, Casoni mantiene comunque viva la sua vasta rete di relazioni politiche e rimane solidale alla Chiesa locale e al suo vescovo.
Nel 1942, in piena seconda guerra mondiale, Casoni fonda a Imola insieme all'amico Giulio Miceti il Comitato imolese di azione antifascista, una rete antifascista, romagnola e nazionale. Arrestato durante l'occupazione tedesca (dopo l'8 settembre 1943) e rinchiuso nel carcere di San Giovanni in Monte a Bologna, recupera fortunosamente la libertà. Fu costretto a vivere in clandestinità fino alla liberazione, protetto dal vescovo imolese Paolino Tribbioli.
Dopo la Liberazione Casoni si dedica intensamente ad organizzare la presenza dei cattolici all'interno della Democrazia Cristiana, creando nel territorio imolese una rete capillare di sensibilizzazione e formazione politica del partito. Nella consultazione elettorale del 18 aprile 1948 viene eletto deputato al Parlamento per la Democrazia Cristiana nella circoscrizione Emilia-Romagna, Collegio di Bologna, con oltre 22.000 preferenze.
L'attività politica di Casoni tocca in questo periodo l'apice dell'intensità e della possibilità di incidenza. Fa parte della Commissione Finanze e Tesoro; contribuisce alla stesura di numerosi progetti di legge; tiene interventi alla Camera specialmente sui problemi dell'agricoltura.
Casoni partecipa a una sola legislatura: rinuncia a ripresentarsi alle elezioni del 1953 per motivi di salute. Soffre infatti di una severa forma di artrosi.

### Attività professionale
Laureato in legge nel 1916, al ritorno dalla prima guerra mondiale è giudice relatore al Tribunale militare di Roma per il 1919. L'attività di avvocato, con studio a Bologna e Imola, si intensifica soprattutto dopo il ritiro dalla vita politica attiva, cioè a partire dal 1926.
Dopo la Liberazione, Casoni è nominato presidente della Cassa di Risparmio d'Imola (aprile 1945), con l'impegnativo incarico di riavviare l'attività produttiva in un territorio gravemente dissestato dalla guerra. Si occupa di far ripartire l'agricoltura (facendo affluire bestiame, macchine e attrezzi) e di rilanciare il settore industriale e artigianale, promuovendo la ricostruzione delle fabbriche e ottenendo i necessari finanziamenti statali. Nel periodo 1947-1953 è animatore e sostenitore, anche finanziario, di una vasta rete di cooperative di lavoro in tutto il comprensorio, ottenendo la fornitura di moderne attrezzature e assistenza tecnica. Sotto la sua guida, la Cassa di Risparmio diventa il principale organo propulsore delle attività economiche della zona imolese nel difficile periodo della ricostruzione postbellica, e tale rimarrà fino alla sua morte.
Nel 1947 è nominato Commissario liquidatore del Consorzio Nazionale Canapa, poi, fino al 1951, Commissario liquidatore dell'Ente Economico Fibre Tessili. Casoni difende strenuamente Imola e il suo territorio. Si impegna nella soluzione dei quotidiani problemi della vasta rete di attività economiche dell'imolese. Promuove e sostiene ogni attività volta a creare lavoro, prosperità, benessere per la comunità.
Come parlamentare si occupa dei problemi di molti Comuni di tutta la circoscrizione, dalla Provincia di Bologna a quelle di Ferrara, Ravenna, Forlì, con particolare attenzione per la Romagna e per le popolazioni più disagiate, promuovendo la costruzione di strade, ponti, acquedotti, asili, ospedali, scuole, stazioni ferroviarie, uffici postali, case per lavoratori, industrie, chiese. Mostra attenzione concreta verso le istituzioni assistenziali, culturali e ricreative bisognose di aiuto e di sostegno.
Muore a Imola il 12 agosto 1968. È sepolto al Cimitero del Piratello nella tomba di famiglia.
È nonno materno dell'imprenditore e giornalista Alberto Forchielli.